# Dragmatucha proaula
Dragmatucha proaula är en fjärilsart som beskrevs av Edward Meyrick 1908. Dragmatucha proaula ingår i släktet Dragmatucha och familjen Lecithoceridae. Inga underarter finns listade i Catalogue of Life.